# Nová Ves u Světlé
Nová Ves u Světlé é uma comuna checa localizada na região de Vysočina, distrito de Havlíčkův Brod.